# 四日市市中央陸上競技場
四日市市中央陸上競技場（よっかいちしちゅうおうりくじょうきょうぎじょう）は、三重県四日市市の中央緑地公園にある、四日市市が所有する陸上競技場。旧名称は「四日市中央緑地陸上競技場」だったが、2019年（平成31年）4月より施設名称が現在のものになった。指定管理者は特定非営利活動法人四日市市スポーツ協会。

## 概要

### 構成
四日市市中央陸上競技場および四日市市中央フットボール場Aフィールドで構成されている。
- 敷地面積：18,879.9m2[2]
- 競技場コード：242010[3]

### 四日市市中央陸上競技場
日本陸上競技連盟公認第二種競技場
| 階  | 床面積（m2） | 施設                                                   |
| 3階 | 1,198.24     | 観覧席                                                 |
| 2階 | 764.53       |                                                        |
| 1階 | 1,123.56     | 事務所・更衣室（男女）・器具庫・会議室・役員室・トイレ |

- トラック
  - 周回コース：400m、8レーン
  - 直走路：140m、9レーン
  - 全天候型舗装
- フィールド：105m×68m
  - ラグビー・サッカー兼用
  - 走幅跳・三段跳用砂場・助走路、走高跳／棒高跳／やり投用助走路、円盤投・ハンマー投／砲丸投げ用サークル、水濠
- 収容人数：10,000人
  - メインスタンド：2,000人
  - 芝生スタンド：8,000人
- メインスタンド
  - 鉄筋コンクリート造3階建て
  - 延べ床面積：3,086.33m2

### その他
写真判定設備、放送設備、夜間照明設備（100ルクス）。
2019年（令和元年）7月より2020年（令和2年）10月まで日本陸上競技連盟第2種公認更新のため施設の大規模改修を行ったため、その間この施設で行われていた陸上競技の試合や体育祭等はAGF鈴鹿陸上競技場を主に利用して開催されていた。

### 四日市市中央フットボール場Aフィールド
2018年（平成30年）に完成したサブトラック。なお、施設名称の通りインフィールドはJFA公認の人工芝サッカーコートになっており、その周囲に陸上トラックが敷いてある。
この施設は日本陸上競技連盟非公認のため練習使用のみとなっているが、全天候型の競技場である。
1週400ｍ4レーン（直走路は6レーン）。また、直走路のうち2レーンは150ｍとなっている。
走幅跳や棒高跳の跳躍ピット、砲丸投や円盤投のサークル、やり投の助走路、障害競走の水濠は設置されていない。

## 沿革
- 1968年（昭和43年）9月24日に竣工した。
- 1990年（平成2年）3月25日 - 改修工事実施。
- 2009年（平成21年）3月31日 - 第2種公認検定更新のための改修工事が完了[4]。
- 2013年（平成25年） - 夜間照明設備設置[5]。

## 利用する主な競技団体
- 四日市陸上クラブ
- コスモ石油四日市FC - ホームスタジアムとして利用していた。現在は解散。
- ヴィアティン三重 - 2017年（平成29年）に本拠地として使用。2018年（平成30年）以後は東員町スポーツ公園陸上競技場=朝日ガスエナジー東員スタジアム[6] を本拠地に使用。
- 鈴鹿ポイントゲッターズ - 2022年（令和4年）から準本拠地として数試合使用予定[7]。
- TSV1973四日市

## 主な開催試合
- 三重県中学校駅伝競走大会[3] - 毎年11月に開催。競技場をスタート・ゴール地点とする。
- 三重県高等学校陸上競技新人大会[3] - 毎年9月に開催。
- 三泗地区陸上競技記録会 - 年数回開催[3]。
- 四日市シティロードレース＆健康ウォーキング大会
- ヴィアティン三重主催試合[8]
- 鈴鹿ポイントゲッターズ主催試合

## 交通

### 自家用車
- 東名阪自動車道 四日市ICから国道477号・国道1号経由、車で約20分、距離は10.5 km。
- 駐車場：400台（中央緑地公園全体）[9]

### 公共交通機関
- 近鉄名古屋線 新正駅下車、徒歩で約13分、距離は1.1 km。
- 四日市あすなろう鉄道内部線・八王子線 日永駅下車、徒歩で約10分、距離は0.9 km。
- 近鉄四日市駅より三重交通バス：笹川団地行き乗車、「中央緑地公園前」停留所下車、徒歩ですぐ。